# Năsăud
Năsăud (in ungherese Naszód, in tedesco Nassod oppure Nussdorf) è una città della Romania di 10 938 abitanti, ubicata nel distretto di Bistrița-Năsăud, nella regione storica della Transilvania.
Fanno parte dell'area amministrativa della città anche le località di Liviu Rebreanu e Luşca.
Sono state indicate due diverse possibili etimologie del nome Năsăud: una lo fa nascere dal termine slavo nas voda (vicino all'acqua), l'altra fa invece riferimento al nome tedesco medievale Nußdorf (città degli alberi di noce).
Città di frontiera del regno degli Asburgo, rimase a lungo un importante insediamento militare e conobbe un consistente sviluppo industriale soltanto con il regime comunista; come gran parte del paese, Năsăud dovette però pagare dopo la rivoluzione del 1989 le conseguenze di un'economia basata in gran parte sui sostegni finanziari statali e non in grado di sostenersi autonomamente.
Nella città rimangono soltanto pochi edifici del XVIII e XIX secolo: di un certo rilievo sono la chiesa greco-ortodossa ed il vecchio quartier generale dell'esercito asburgico, oggi trasformato in un museo.

## Popolazione
Nell'insieme la maggioranza è romena. Nel censimento 2002 furono contati 10 582 abitanti di cui 10 088 romeni, 374 rom, 100 magiari, 12 tedeschi, 3 ucraini, 2 russi, 1 turco e 2 di diversa nazionalità.

## Infrastrutture e trasporti
Per Năsăud passa la strada statale 17D. A ovest la statale 17C verso sud per Bistrița. Per la città passa la ferrovia Beclean pe Someș–Rodna Veche.

## Luoghi d'interesse
- Museum Grăniceresc Năsăudean, aperto nel 1931, cimeli storici nella sede storica del „Grenzregiment 2“
- Museo alla memoria di Liviu Rebreanu
- Casa natale di George Coșbuc
- Statua "Lupa Capitolina", simbolo dell'origine del popolo romeno, opera donata dal Dr. George Traian Dascăl e moglie Nadia
- Monumenti ai caduti della prima guerra mondiale.

## Galleria d'immagini

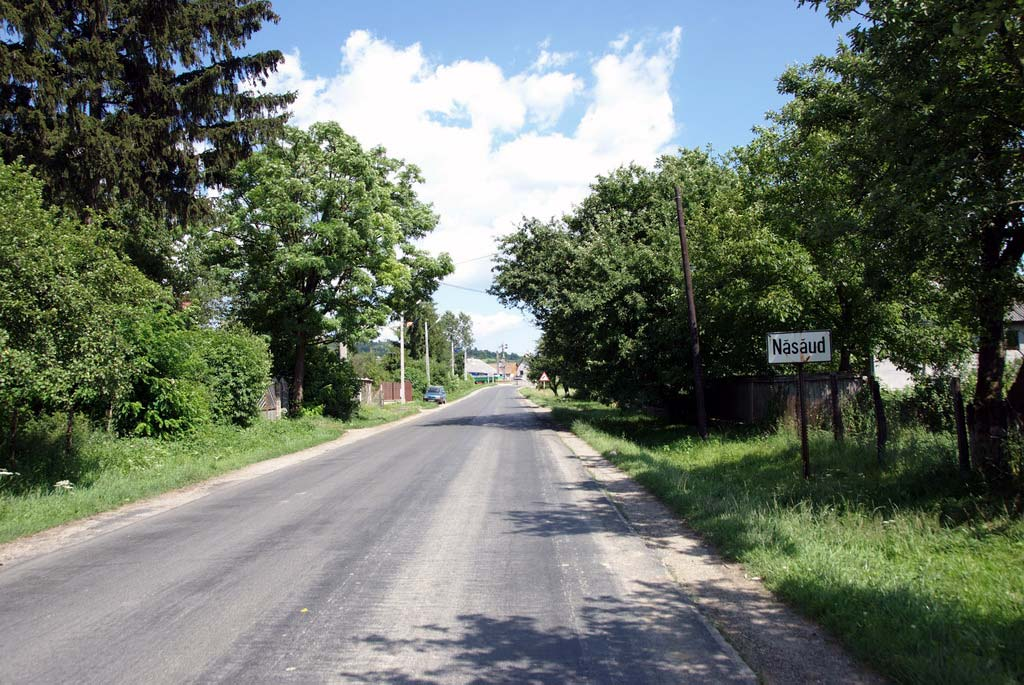
Entrata a ovest
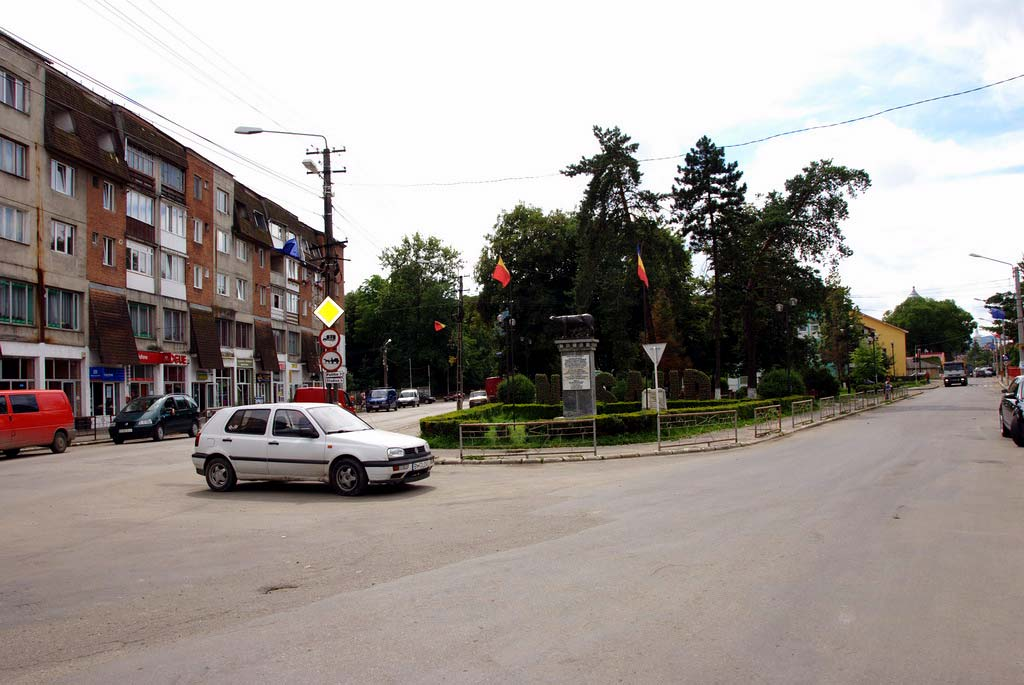
Veduta da est
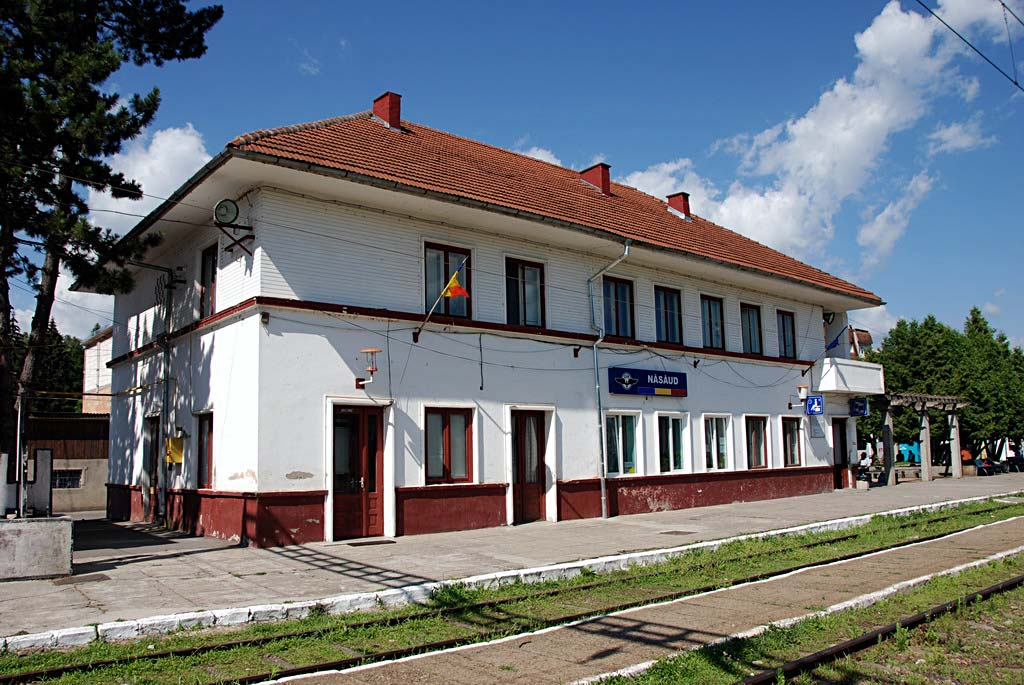
Stazione ferroviaria
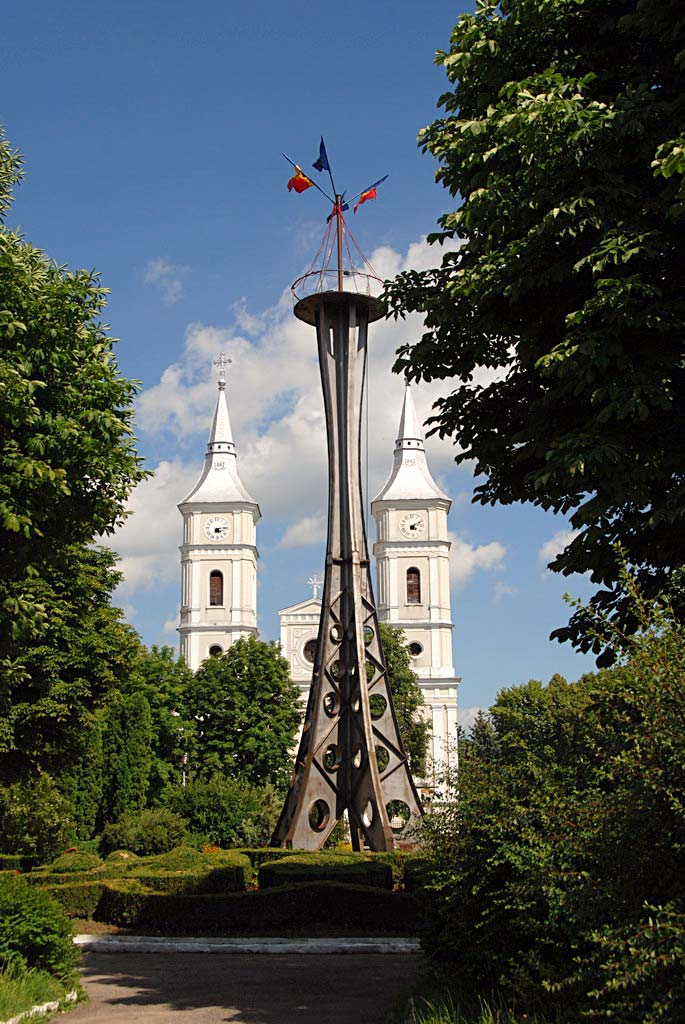
Torre e chiesa nel parco centrale
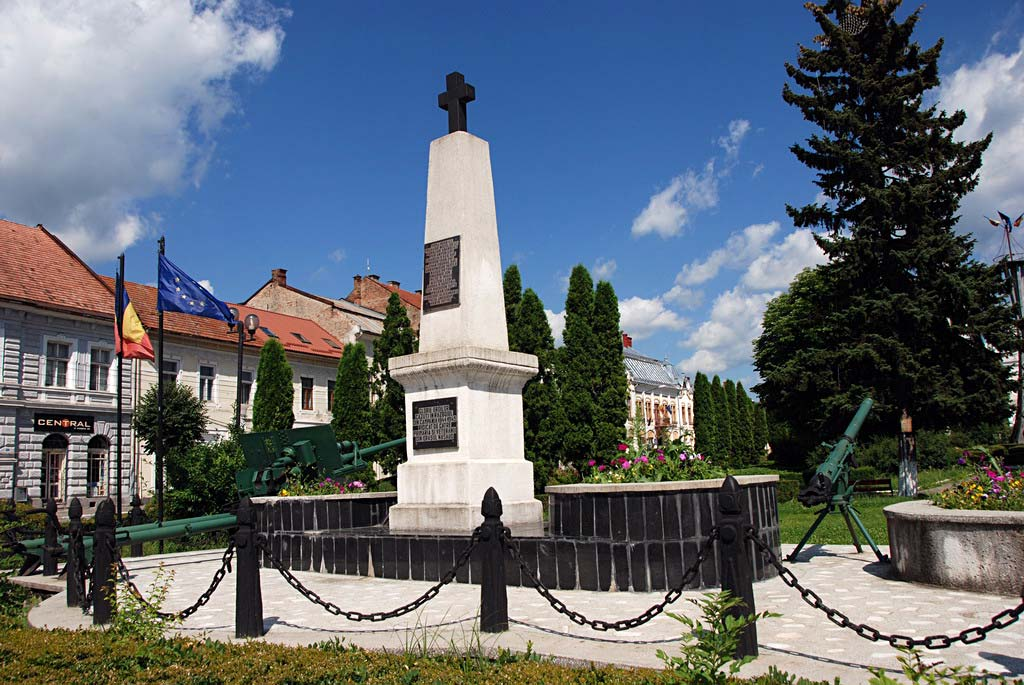
Monumento ai caduti
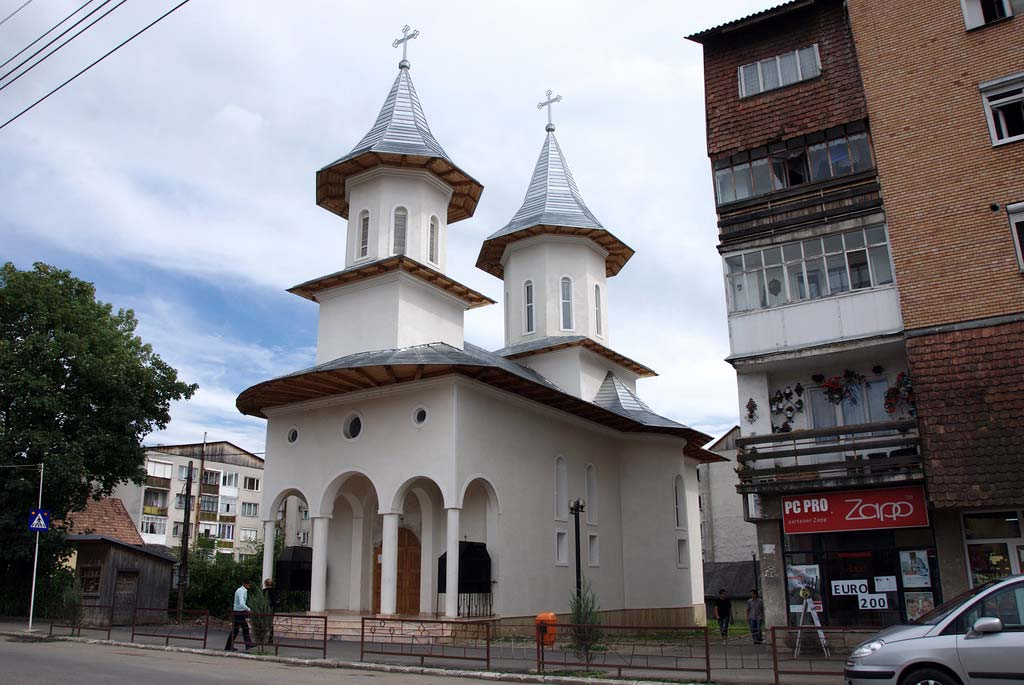
Chiesa ortodossa nel centro